# Voce umana (film)
Voce umana è un cortometraggio del 2014, tratto dall'omonima opera teatrale di Jean Cocteau, diretto da Edoardo Ponti e interpretato dalla madre Sophia Loren, che ha vinto il David speciale ai David di Donatello 2014.

## Trama
Napoli, 1950. Angela, signora benestante, riceve nel suo appartamento la telefonata dell'uomo con cui intrattiene una relazione da cinque anni. Il motivo della conversazione non è una semplice chiacchierata: l'uomo le vuole infatti comunicare la propria intenzione di lasciarla per un'altra donna.
Nel corso di quest'ultima telefonata, Angela manifesta tutti i propri sentimenti: l'amore viscerale e la passione che nutre per l'uomo, la nostalgia dei bei momenti passati insieme a lui, la rabbia per ciò che sta avvenendo, il dolore per l'abbandono, il senso di inutilità che l'ha spinta a tentare il suicidio, la rassegnazione per l'epilogo di una storia che lei già sentiva essere giunta al capolinea.

## Distribuzione
Il corto è stato presentato al Tribeca Film Festival il 21 aprile 2014, nel programma Shorts: Soul Survivors. Il 20 maggio è stato proiettato al Festival di Cannes 2014. Il 28 maggio, dopo una proiezione a Napoli il giorno precedente, è stato pubblicato in DVD dalla Rizzoli con allegato un libro con un'intervista alla Loren ed una presentazione del lavoro di Cocteau.